# Phalops aurifrons
Phalops aurifrons är en skalbaggsart som beskrevs av Leon Fairmaire 1884. Phalops aurifrons ingår i släktet Phalops och familjen bladhorningar. Inga underarter finns listade i Catalogue of Life.